# Gimnazjum Wojciecha Górskiego w Warszawie
Gimnazjum Wojciecha Górskiego w Warszawie, później Gimnazjum pod wezwaniem św. Wojciecha w Warszawie – nieistniejąca szkoła w Warszawie.

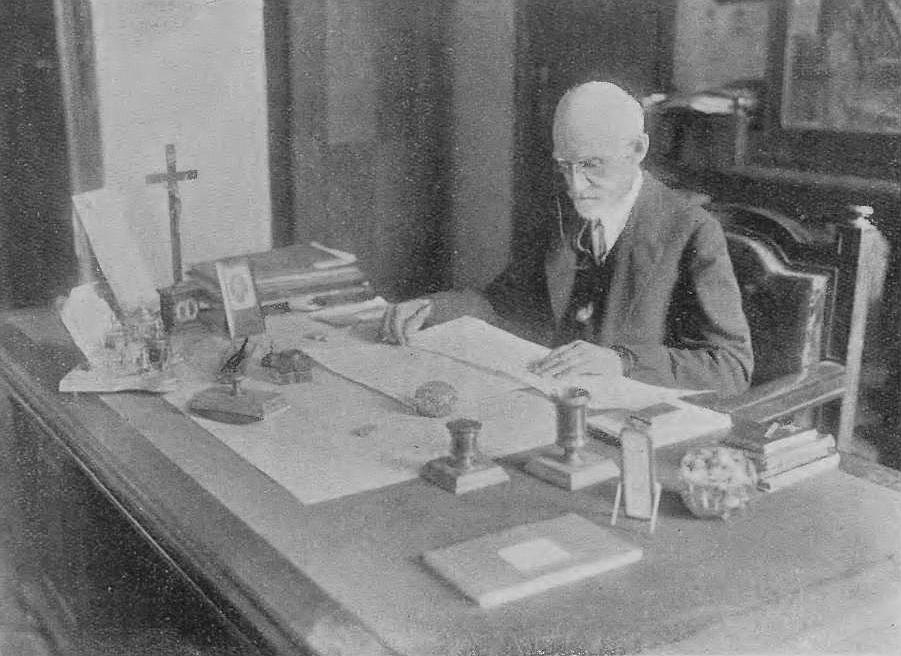
Wojciech Górski – założyciel szkoły

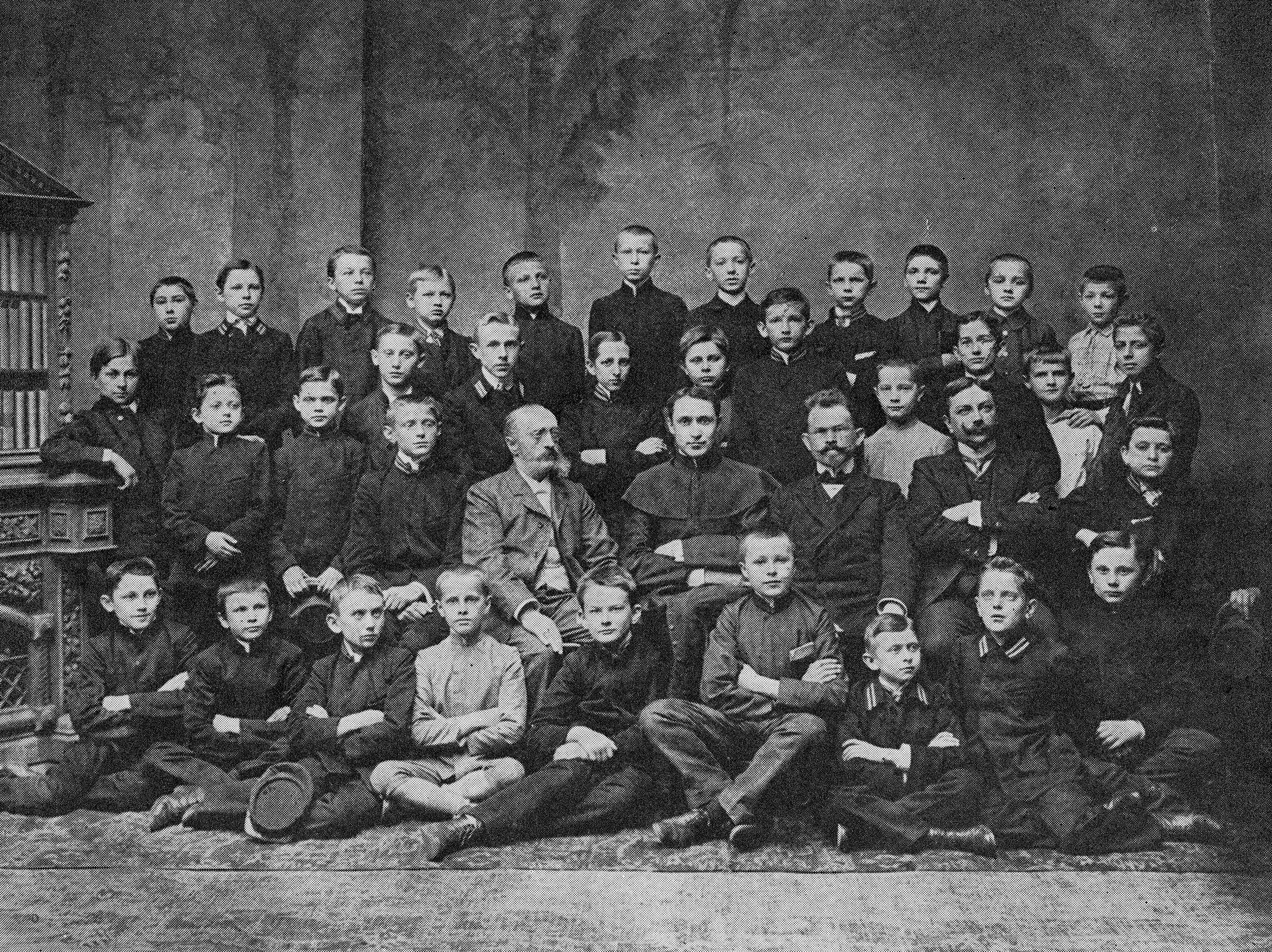
Nauczyciele i uczniowie szkoły, 1907

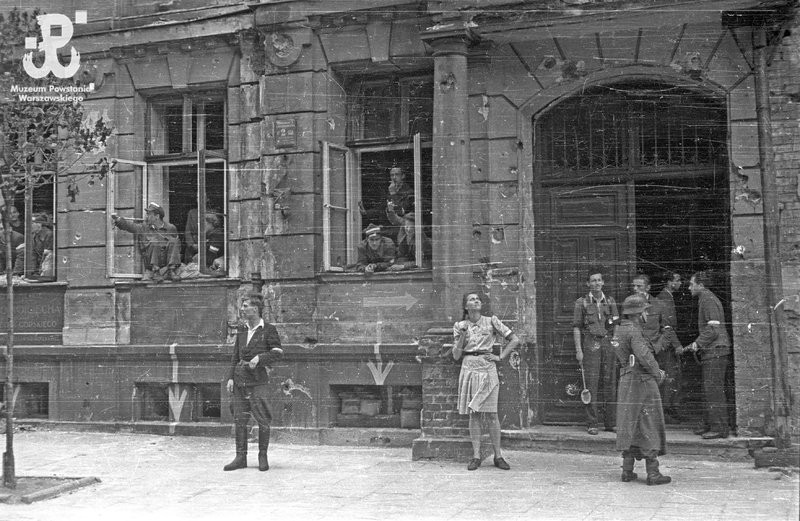
Żołnierze Batalionu Kilińskiego przy budynku szkoły podczas powstania warszawskiego 1944

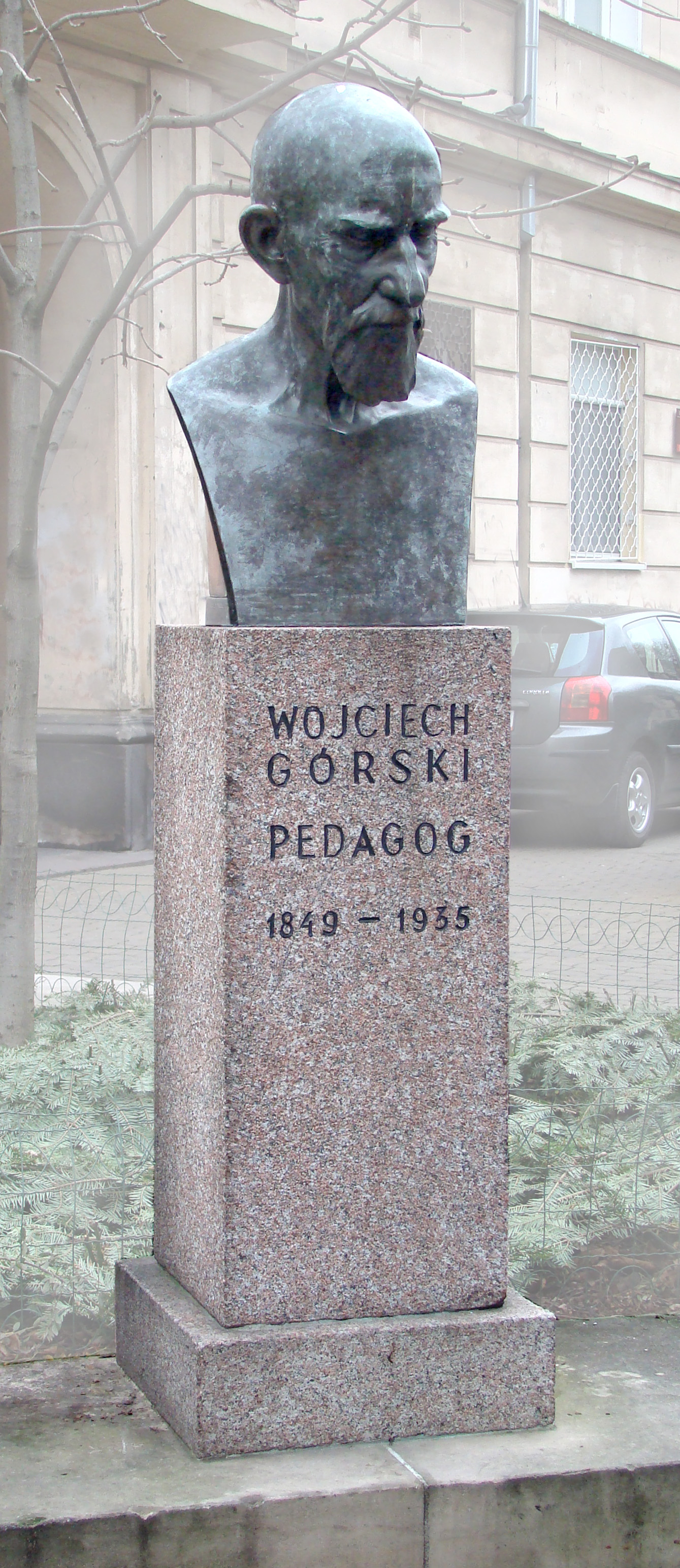
Popiersie Wojciecha Górskiego

## Historia
Prekursorem szkoły była placówka założona w czasie zaboru rosyjskiego. Pierwotnie, po otrzymaniu zgody władz rosyjskich, pedagog Wojciech Górski otworzył 27 sierpnia 1877 roku 4-klasową Szkołę Realną, umieszczoną przy ulicy Daniłowiczowskiej, gdzie działała przez sześć kolejnych lat. W 1883 szkoła została przeniesiona do budynku przy ulicy Hortensji 2 na tyłach Nowego Światu. Gmach, którego autorami byli Artur Göbel i Józef Pius Dziekoński, otrzymał trzy piętra i był wzniesiony przy zastosowaniu dużej ilości elementów odlanych z żeliwa, nowego i modnego wówczas materiału. Od 1903 placówka działała jako szkoła realna, od 1905 jako ośmioklasowe gimnazjum filologiczne z językiem polskim jako wykładowym. Do końca okresu zaborów do szkoły trafiali m.in. polscy uczniowie, którzy byli wydalani z innych szkół. Przed 1914 szkoła nosiła nazwę Gimnazjum Męskie Prywatne pod wezwaniem św. Wojciecha.
W 1913 powstało Towarzystwo Byłych Wychowanków Gimnazjum pod Wezwaniem św. Wojciecha, dawniej Szkoły Wojciecha Górskiego. Po odzyskaniu przez Polskę niepodległości na początku istnienia II Rzeczypospolitej od 1921 szkoła funkcjonowała jako Gimnazjum męskie pod wezwaniem Świętego Wojciecha założone w roku 1877 przez Wojciecha Górskiego.
U zarania II Rzeczypospolitej gimnazjum funkcjonowało w odmienny sposób od przyjętego przez Ministerstwo Oświaty (z racji doświadczenia dyr. W. Górski prowadził szkołę według własnego zamysłu); nauka w szkole trwała łącznie 10 lat, w tym 6 lat szkoły propedeutycznej (2 klasy nauki wstępnej i 4 gimnazjalnej) i 4 lata właściwego gimnazjum. Ponadto byli wychowankowie utworzyli Fundację Wojciecha i Anieli małż. Górskich, która utrzymywała pieczę nad szkołą Fundacja Wojciecha i Anieli Górskich. W latach 30. popiersie Wojciecha Górskiego wykonał Władysław Szyndler, absolwent szkoły. Hymnem szkoły była Bogurodzica. W latach 30. prefektem szkoły był Mieczysław Węglewicz. Pod koniec lat 30. szkoła działała jako Liceum, Gimnazjum i Szkoła Powszechna pod wezwaniem św. Wojciecha w Warszawie; w 1937 dyrektorem liceum i gimnazjum był Stanisław Bogdanowicz, a kierownikiem szkoły powszechnej był Stefan Nowiński. W dniach 16–17 października 1937 odbyły się obchody jubileuszu 60-lecia Gimnazjum i 25-lecia Towarzystwa b. Wychowanków.
W związku z tym, że wśród uczniów największą popularność zyskały poglądy narodowe, w gimnazjum funkcjonowało nieformalne koło ONR ABC.
W szkole działała 25 Warszawska Drużyna Harcerska (na początku XX wieku działali w niej m.in. Roman Umiastowski i Władysław Ludwig).
Po wybuchu II wojny światowej i nastaniu okupacji niemieckiej w szkole było prowadzone tajne nauczanie (w tym czasie przeprowadzono w niej największą liczbę egzaminów maturalnych w stolicy). W trakcie powstania warszawskiego w 1944 został zburzony gmach szkoły.
Po zakończeniu wojny została wznowiona działalność szkoły, która funkcjonowała przy ulicy Smolnej 30. W 1950 placówka została zlikwidowana. Zachowane od zniszczenia popiersie W. Górskiego na przełomie lat 40. i 50. znajdowało się w budynku szkoły przy ulicy Smolnej, zaś w 1957 zostało ustawione w miejscu istnienia budynku szkoły, na rogu obecnych ulicy Wojciecha Górskiego i Juliana Tuwima.

## Nauczyciele
- Jan Jaczynowski, nauczyciel geografii
- Aleksander Ligaszewski, nauczyciel prac ręcznych
- Jadwiga Markowska, nauczycielka języka francuskiego
- Juliusz Rudnicki, nauczyciel matematyki
- Tadeusz Sivert, nauczyciel języka polskiego i francuskiego
- Ksawery Sporzyński, nauczyciel fizyki i chemii
- Zygmunt Straszewicz, nauczyciel matematyki (1887–1889)

## Absolwenci i uczniowie
Osoby podane w kolejności alfabetycznej. W nawiasach podano datę ukończenia gimnazjum z egzaminem dojrzałości bądź informację o tymczasowej nauce.
- Wiktor Alter, działacz socjalistyczny
- Wacław Berent, powieściopisarz i tłumacz
- Adam Borkiewicz, oficer Wojska Polskiego, historyk wojskowości (1914)
- Mariusz Buhardt, oficer Wojska Polskiego (1912)
- Zdzisław Celarski, inżynier architekt, porucznik (1917)
- Edward Chudzyński, podporucznik, dramatopisarz, autor tekstów piosenek i słuchowisk, krytyk literacki i teatralny, poeta (1939)
- Jacek Czajewski, jachtowy kapitan żeglugi wielkiej, publicysta i działacz żeglarski, prof. ndzw. na Wydziale Elektrycznym Politechniki Warszawskiej
- Jan Czekanowski, antropolog, etnograf, statystyk i językoznawca
- Kazimierz Domosławski, działacz Polskiej Partii Socjalistycznej (1911)
- Stanisław Dubois, działacz PPS, OM TUR, publicysta
- Oskar Farenholc, oficer Wojska Polskiego, Polskich Sił Zbrojnych na Zachodzie i Armii Krajowej, porucznik artylerii, cichociemny (1937)
- Stefan Flukowski, pisarz i poeta
- Stanisław Garlicki, matematyk i chemik, profesor Politechniki Warszawskiej
- Henryk Julian Gay, architekt
- Wacław Gąsiorowski, powieściopisarz, dziennikarz i publicysta[13]
- Jan Glinka, działacz społeczny, archiwista (1910)
- Juliusz Głodek, geolog, pamiętnikarz
- Antoni Szczęsny Godlewski, żołnierz powstania warszawskiego
- Jan Gorazdowski, pułkownik piechoty Wojska Polskiego (1914)
- Konrad Górski, historyk i teoretyk literatury (1913)
- Żelisław Grotowski, historyk przemysłu, ekonomista, nauczyciel (1898)
- Zbigniew Grubowski, harcerz, żołnierz Szarych Szeregów i Armii Krajowej, powstaniec warszawski
- Antoni Grzybowski, żołnierz Wojska Polskiego, powstaniec warszawski
- Ryszard Gużewski, porucznik kawalerii Wojska Polskiego, zamordowany w Katyniu (1931)
- Jerzy Emir-Hassan, oficer Wojska Polskiego służby stałej, pułkownik piechoty, cichociemny (1924)
- Władysław Heinrich, historyk filozofii i psycholog (1888)
- Edward Kalinowski, oficer
- Tadeusz Kałasa, rzemieślnik, poseł na Sejm PRL
- Mieczysław Karłowicz, kompozytor i dyrygent[13]
- Stanisław Kasznica, oficer Wojska Polskiego, ostatni Komendant Główny Narodowych Sił Zbrojnych
- Tadeusz Katelbach, polityk, dziennikarz, publicysta, senator II Rzeczypospolitej
- Mirosław Kernbaum, fizyk, autor pionierskich prac na temat radiolizy wody.
- Jerzy Kiwerski, lekarz, ortopeda, traumatolog, specjalista w dziedzinie rehabilitacji, profesor zwyczajny
- Wacław Komarnicki, prawnik, minister sprawiedliwości w Rządzie RP na uchodźstwie, poseł na Sejm (1909)
- Marceli Kończyński, oficer
- Władysław Konopczyński,
- Zygmunt Krotkiewski, polski metalurg
- Karol Kryński, malarz awangardowy, żołnierz
- Stanisław Lorentz, historyk sztuki, muzeolog, poseł na Sejm PRL
- Tadeusz Lutoborski, ekonomista, prezes Warszawskiej Rodziny Katyńskiej (tajne nauczanie)
- Stanisław Łoza, podpułkownik Wojska Polskiego, historyk sztuki, bibliograf
- Jan Adam Maklakiewicz, kompozytor, dyrygent, pedagog i krytyk muzyczny
- Edward Materski, biskup rzymskokatolicki (1940)
- Stefan Ołdak, lekkoatleta, olimpijczyk, inżynier, specjalista budowy dróg (1915)
- Jerzy Orda, historyk kultury, archiwista, działacz społeczny (1923)
- Jerzy Paciorkowski, prawnik, minister pracy i opieki społecznej (1912)
- Julian Piasecki, inżynier, I wiceminister komunikacji, major dyplomowany saperów Wojska Polskiego (1913)
- Marian Brunon Piasecki, geodeta, współtwórca fotogrametrii lotniczej w Polsce (1923)
- Witold Podgórski, lekarz weterynarii
- Eugeniusz Poreda, aktor, reżyser, scenograf i dyrektor teatrów
- Leszek Prorok, pisarz, eseista, dramaturg
- Kazimierz Prószyński, przedsiębiorca, operator filmowy, reżyser, inżynier oraz wynalazca
- Ryszard Przelaskowski, historyk, archiwista, bibliotekarz (1921)
- Feliks Rybicki, kompozytor, dyrygent i pedagog (1916)
- Tadeusz Sivert, historyk teatru (1925)
- Czesław Skotnicki, hydrotechnik, profesor melioracji, rektor Politechniki Warszawskiej (1891)
- Jan Mieczysław Sokołowski, pułkownik dyplomowany piechoty Wojska Polskiego (1914)
- Oskar Sosnowski, architekt i konserwator zabytków[13]
- Stanisław Sośnicki, lekkoatleta, olimpijczyk, kapitan saperów Wojska Polskiego, urzędnik konsularny, dyplomata (1915)
- Janusz Strachocki, aktor i reżyser teatralny (1911)
- Jerzy Szwajcer, karykaturzysta, rysownik, dziennikarz[13]
- Stanisław Świętochowski, lekkoatleta, olimpijczyk, dyplomata (1917)
- Przemysław Trojan, biolog (tajne nauczanie)
- Stefan Wiechecki, prozaik, satyryk, publicysta i dziennikarz (1916)
- Stefan Wyszyński, prymas Polski (nauka w latach 1912–1915)
- Stanisław Zagrodzki, specjalista w dziedzinie cukrownictwa
- Andrzej Zawadowski, podharcmistrz, żołnierz Armii Krajowej
- Tadeusz Zieliński, oficer Wojska Polskiego i Narodowych Sił Zbrojnych

## Upamiętnienie
- W 1982 r. została wydana publikacja pt. Wojciech Górski i jego szkoła (praca zbiorowa Jana Lasockiego i Jana Majdeckiego).
- Kontynuację tradycji gimnazjum podjęło LX Liceum Ogólnokształcące im. Wojciecha Górskiego w Warszawie, założone w 1982 r[14], później przekształcone w Zespół Szkół nr 49 – Gimnazjum nr 74 im. Wojciecha Górskiego i LX Liceum Ogólnokształcące im. Wojciecha Górskiego, mieszczące się przy ulicy Lwa Tołstoja 2 w Warszawie[15].
- W 1989 r. zostało założone Towarzystwo Byłych Wychowańców Gimnazjum Pod Wezwaniem św. Wojciecha dawniej Szkoły Wojciecha Górskiego[16].
- Zespół Szkół, Szkoła Podstawowa i Gimnazjum im. Wojciecha Górskiego w Pamiątce (Tarczyn).